# Segreto militare (film)
Segreto militare (The Pandora Project) è un film statunitense del 1998 diretto da Jim Wynorski e John Terlesky.

## Trama
L'ex agente della CIA Bill Stenwick si impossessa di un'arma sperimentale che uccide la materia organica senza lasciare tracce su quella inorganica. In pratica un'arma letale pulita, capace di uccidere le persone senza danneggiare gli edifici. L'agente John Lacy, ex mentore di Stenwick che sta per convolare a nozze con Wendy, una giornalista televisiva, avrà il compito di fermarlo.

## Produzione
Il film fu prodotto dalla Cinetel Films, diretto da Jim Wynorski e John Terlesky e girato a settembre 1997. John Terlesky ha scritto anche la sceneggiatura e il soggetto mentre Wynorski è accreditato solo per il soggetto. L'agente John Lacy è interpretato da Daniel Baldwin; Stenwick, il cattivo di turno, da Richard Tyson; Erika Eleniak interpreta Wendy, la fidanzata di John.

## Distribuzione
Il film fu distribuito prima in Spagna nel luglio del 1998, fu poi distribuito negli Stati Uniti nel 1999 dalla Cinetel Films. È stato poi pubblicato in DVD dalla Pioneer Entertainment nel 1998. In Italia è stato trasmesso su Italia 1 in prima TV il 2 luglio 1999.
Alcune delle uscite internazionali sono state:
- in Spagna il luglio 1998 (Proyecto Pandora)
- negli Stati Uniti il 9 febbraio 1999 (The Pandora Project, in anteprima)
- in Islanda il 23 marzo 1999 (in anteprima)
- in Italia il 2 luglio 1999 (Segreto militare, in prima TV)
- in Germania il ottobre 1999 (Dead on Target - Ziel erfasst o Projekt: Pandora, in prima TV)
- in Norvegia il 30 settembre 2002 (in anteprima)
- in Argentina il 24 giugno 2006    (El proyecto Pandora, in prima TV)
- in Grecia (Apolyto oplo)
- in Ungheria (Hirtelen halál)
- in Francia (Opération Pandora)
- in Brasile (Projeto Pandora)

## Promozione
Le tagline sono:
- "The Clock is Ticking" ("Il tempo stringe.").
- "Only the living have something to fear ..." ("Solo i vivi hanno qualcosa da temere...").